# FC Ružinov Bratislava
FC Ružinov Bratislava là một câu lạc bộ bóng đá Slovakia, đến từ thành phố Bratislava, một phần của Ružinov. Câu lạc bộ được thành lập năm 1919.